# 다낭 하이테크 파크
다낭 하이테크 파크(베트남어: Khu công nghệ cao Đà Nẵng, 영어: Danang Hi-tech Park)는 2010년 10월 28일에 발행된 베트남 총리의 1979/QĐ-TTg 결정에 따라 설립되었다. 하노이의 호알락 하이테크 파크와 호찌민의 사이공 하이테크 파크 이후에 세 번째로 설립된 하이테크 파크이다.

## 기능 지구
총면적: 11.28km2이며, 그 중:

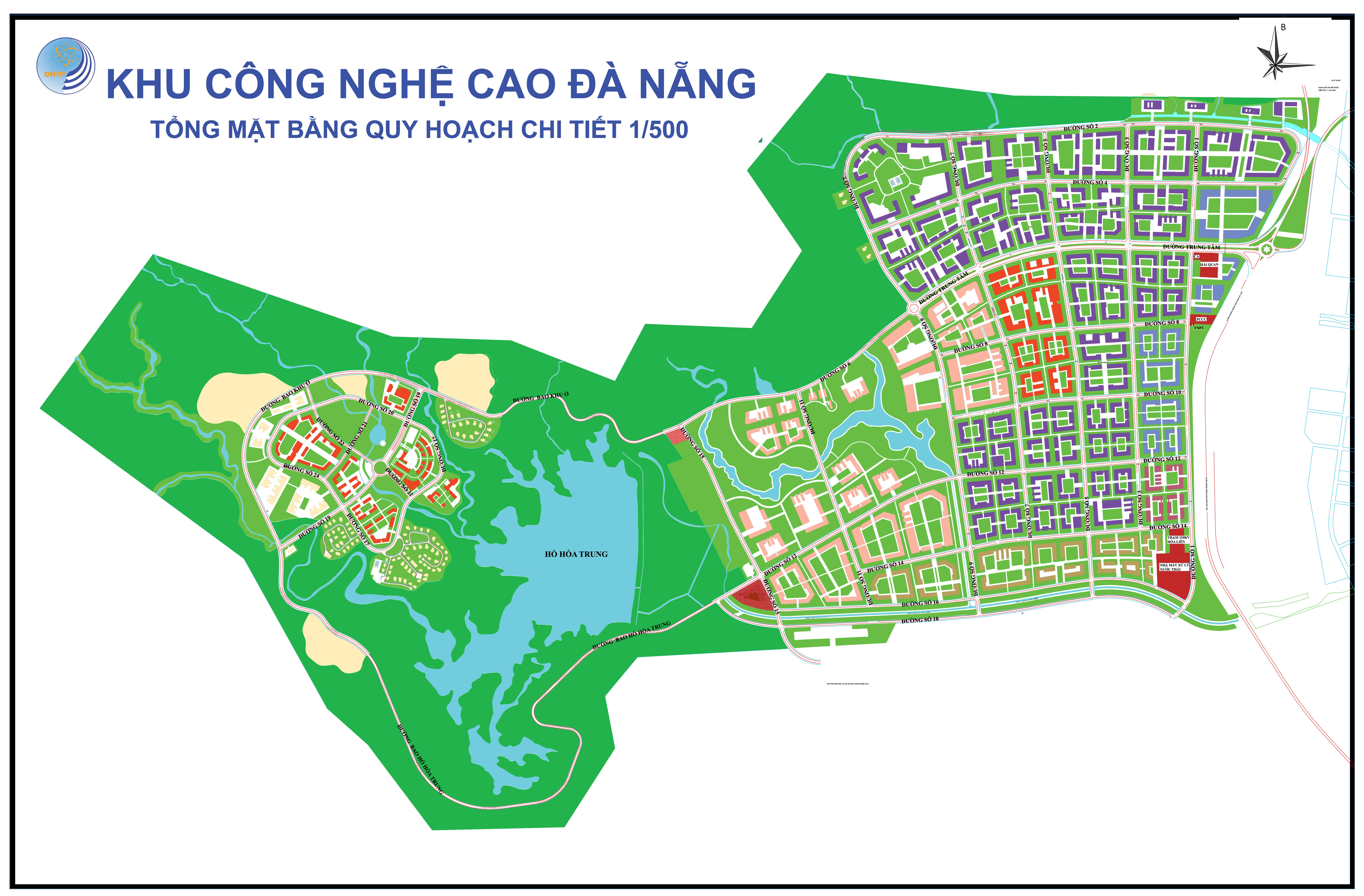
Detailed Planning of DHTP site

- 도시기능 영역: 6.12km2 (54%)
- 산, 호수, 그린벨트 : 5.16km2 (46%)

1. 첨단기술 관련 생산영역: 1.87 km2
2. 병참, 물류, 첨단기술 서비스영역: 28.15 ha
3. 행정관리영역: 7.87 ha
4. 기술적 인프라 영역: 6.68 ha
5. 산업 보조 영역: 30.76 ha
6. 연구개발, 교육 및 인큐베이팅 영역: 100.34 ha
7. 주택영역: 31.24 ha
8. 녹지, 공원 및 체육시설: 56.92 ha

## 같이 보기
- 사이공 하이테크 파크
- 호알락 하이테크 파크